# Не сміши мене (роман)
Не сміши мене (болг. Не ме разсмивай) – детективний роман болгарського письменника Богомила Райнова, виданий у 1983 році.

## Сюжет
Дія роману розгортається в Болгарії у вісімдесяті роки минулого століття під час протистояння двох систем і побоювань ядерної війни, про що часто в своїх діалогах висловлюються діючі особи.                                                                                                                                                                                                                                                Головний герой на ім’я Боян, фотограф одного із столичних видань, отримує від своєї тітки телеграму з проханням терміново приїхати. Після роз’яснення ситуації своєму керівникові, він бере відпустку та виїжджає.                                                                                                                                                                                                                     Приїхавши догледіти хвору  тітку та дивлячись на її будинок, Боян згадує своє дитинство, яке пройшло саме тут. Тітка розповідає йому родинні історії, серед яких і історія скарбу. Цей скарб, золоті монети, був знайдений у зруйнованому під час Другої світової війни дідусевому будинку та належав його хрещенику. Під час розмов тітка заповідає Боянові повернути монети. Згодом тітка помирає та залишає будинок Бояну. Він обмінює його своєму двоюрідному братові на автомобіль та починає розшуки нащадків власника скарбу. При переїзді у сусіднє місто, він випадково зустрічає на дорозі дівчину на ім’я Николіна та виявляється втягнутим у кримінальну історію. Завдяки своїй винахідливості, Боян виходить із ситуації, та, навіть допомагає міліції затримати злочинця. Після цього він повертає скарб нащадкам дідусевого хрещеника і разом із Николіною вирушає до Софії…